# Kotayk (bier)
Kotayk (Armeens: Կոտայք) is een Armeens biermerk. Het bier wordt gebrouwen in Brouwerij Kotayk in Abovyan. 

## Varianten
- Kotayk Lager, blonde lager met een alcoholpercentage van 5,2%
- Kotayk Gold, blonde lager met een alcoholpercentage van 5,6%
- Kotayk Tshani, blonde lager met een alcoholpercentage van 5,2%

Verdwenen uit het assortiment:
- Kotayk Dark, donkere lager met een alcoholpercentage van 6,2%